# 村尾重侯
村尾 重侯（むらお しげあり / しげきみ）は、初め祁答院氏、のち島津氏に仕えた戦国武将。薩摩入来院氏の一族。

## 生涯
当初は祁答院良重に小姓として仕えていた。永禄9年（1566年）1月15日、良重夫人（島津実久の娘とも島津義虎の娘とも伝わる）が寝間において良重を刺し殺す事件が起きる。宿直していた重侯は屏風で夫人を押さえ込んで、屏風越しに刺し殺した。
祁答院氏が没落すると島津氏に仕え、島津義弘の臣下となる。
永禄9年10月26日の三ツ山城攻めに参加し軍功をあげ、同10年の菱刈氏との合戦においては、義弘軍の先手として供をする。
元亀3年（1572年）5月4日、木崎原の戦いが起こると島津義弘に兵50人を与えられ、本地原（現・宮崎県えびの市観音原付近）の古溝に伏兵、村尾勢は日向伊東氏の軍勢50余人を討ち取り、被官である二階堂四郎左衛門は敵の総大将・伊東祐安を射殺す大功を立てている。また重侯自身も4人を討ち取る武功を立てた。
その後、天正9年（1581年）の水俣城攻め、同12年（1584年）の島原の役にも参加、さらに同14年（1586年）豊後入りし、鷲ヶ台その他の敵将を味方に引き入れるべく計略を行い功があった。
文禄3年（1594年）島津の衆中制に伴い、小林、高原、馬関田、吉田から160人が須木に移住した際、重侯も共に移住。その2年後に須木地頭に任じられる。
慶長4年（1599年）、庄内の乱の際は息子の重昌と共に出陣。島津豊久、新納忠元の追っ手の軍に加わり日向国・山田城を攻略、さらに阿和井ヶ塚での戦闘では、自陣に夥しく鳩が移動してくる様を見て敵の伏兵を察知し退けるなど活躍。また同7年（1602年）には島津忠恒の謀かった、庄内の乱の元凶であった伊集院忠真を討ち果たす計略にも参加している。
慶長5年（1600年）に義弘が関ヶ原から帰還し細島に着船したと聞き及ぶと須木衆中30人を率いて出迎えに行くがその途上、伊東氏の稲津重政が諸所に放火する様を目撃したため、嫡子の重昌に命じて150人の兵を呼びよさせて道を阻む賊徒を討ちながら本庄（現：東諸県郡国富町）まで進み、八代（同 国富町）へ出て無事に義弘を出迎えている。その際、本庄の義門寺に居た稲津勢を五代友泰、相良長泰と共に攻撃し、60余人の敵を打ち破り馬14頭を分捕った。
また慶長14年（1609年）には島津忠恒に従い、21人（内6人は軍役）を率いて琉球にも出兵、同19年（1614年）の大坂の陣にも普請奉行として赴くことになっていたが、和がなったと聞き及び途中で引き返している。
元和2年（1616年）5月24日、病没。須木・米良氏の菩提寺でもあった「一麟寺」（現在は廃寺）に弔われた。（墓は現存。小林市指定・史跡「米良筑後守の墓」から35m程の距離）
村尾 重侯（むらお しげあり、慶長15年（1610年） - 寛文11年8月11日（1671年9月13日））は江戸時代の武将。島津氏家臣。薩摩入来院氏の一族。三右衛門。隼人佑。父は村尾重昌。母は伊勢上総介の娘。祖父は同じ名の村尾重侯。
寛永3年（1626年）に父が病没すると、弟子丸宗辰が須木地頭に任ぜられるとの噂があったため、面高俊昌を通じて宗辰に問いただしたが虚実とわかり、二階堂浄心に頼み父の地頭職を継げるよう取り計らってもらい、200石と須木地頭職を賜っている。
寛永15年（1638年）、島原の乱の際には伊地知重政と共に普請奉行として派遣される。同年2月27日の原城攻めの際は小倉の陣から出撃、敵3人と槍を合わせ右股に深手を負うが、うち1人を討ち取っている。